# اختزال النظرية
في فلسفة العلوم، يحدث اختزال النظريات عندما تقدم نظرية اختزالية تنبؤات تتطابق تمامًا أو تقريبًا مع تنبؤات نظرية مخفضة، بينما تفسر النظرية المختزلة أو تتنبأ بمجموعة أوسع من الظواهر في ظل ظروف أكثر عمومية. على سبيل المثال، يمكن اختزال النسبية الخاصة إلى ميكانيكا نيوتن لسرعات أقل بكثير من سرعة الضوء.
وفقًا لألكسندر روزنبرغ، يعتقد معظم الفلاسفة هذه الأيام أن الاختزال بين العلوم ممكن من حيث المبدأ، لكن المفاهيم التي لدينا حاليًا لا تسمح بالاختزال حتى في العديد من الحالات التي تشارك فيها العلوم الطبيعية، على سبيل المثال من علم الأحياء إلى الكيمياء.